# Hapalonoma argyracta
Hapalonoma argyracta är en fjärilsart som beskrevs av Edward Meyrick 1914. Hapalonoma argyracta ingår i släktet Hapalonoma och familjen stävmalar. Inga underarter finns listade i Catalogue of Life.